# 解析学
解析学（かいせきがく、英語：analysis, mathematical analysis）とは、極限や収束といった概念を扱う数学の分野である。代数学、幾何学と合わせ数学の三大分野をなす。
数学用語としての解析学は還元主義とは異なっており、初等的には微積や級数などを用いて関数の変化量などの性質を調べる分野と言われることが多い。これは解析学がもともとテイラー展開やフーリエ級数などを用いて関数の性質を研究していたことに由来する。
例えばある関数の変数を少しだけずらした場合、その関数の値がどのようにどのぐらい変化するかを調べる問題は解析学として扱われる。
解析学の最も基本的な部分は、微分積分学、または微積分学と呼ばれる。また微分積分学を学ぶために必要な数学はprecalculus(calculusは微積分の意、接頭辞preにより直訳すれば微積分の前といった意味になる)と呼ばれ、現代日本の高校1、2年程度の内容に相当する。また解析学は応用分野において微分方程式を用いた理論やモデルを解くためにも発達し、物理学や工学といった数学を用いる学問ではよく用いられる数学の分野の一つである。
解析学は微積分をもとに、微分方程式や関数など多岐に渡って発達しており、現代では確率論をも含む。
現代日本においては解析学の基本的分野 は概ね高校2年から大学2年程度で習い、進度の差はあれ世界中の高校や大学などで教えられている。

## 歴史

### 解析学の起源
解析学の起源は、エウドクソスが考案し、アルキメデスが複雑な図形の面積や体積を求める為に編み出した「取り尽くし法」にまでさかのぼれる。彼らの業績は、ある意味で今日の積分の始まりとも呼べるものであろう。しかしながら近世までは一般的理論は存在せず、あくまで個々の図形に適用されるにとどまった。

### 微分積分学の黎明期
これらは16世紀からフランソワ・ビエト、ヨハネス・ケプラー、カヴァリエリらによって歴史に再登場し、例えば回転体の体積を求める手法であるカヴァリエリの原理などが有名であろう。
しかし解析学が本格的な発展を遂げ始めたのは、フェルマーやデカルト、パスカル、ジョン・ウォリス、ジル・ド・ロベルヴァルらによって、曲線の接線を考える上で考え出された微分学の初歩的概念が登場してからである。とくにフェルマーは極値問題に微分学を応用した。日本において発達した数学である和算においても、ほぼ同時期に微積分の初歩的概念に到達していた。

### 微分積分学誕生
解析学の初歩的概念である微分積分学の成立に関する決定的業績は、ニュートンおよびライプニッツらによってもたらされた。
ニュートンは、古典力学の研究から微分積分学を生み出し、微分と積分を統合して、両者がある意味で逆の関係にあることを見抜いた。これは今日では微分積分学の基本定理と呼ばれる。更に冪級数を用いて主要な関数に微分積分学を応用した。同じ時期に ライプニッツも同様な発見をした上、現代も用いられるライプニッツの記法を考案してその後の研究の基礎を築いた。
ライプニッツが考案した記号としては例えば曲線の接線問題を解くにあたって無限小量である{\displaystyle dy,dx}の比{\displaystyle {\frac {dy}{dx}}}を用いたり、ラテン語のsumma(和の意)の頭文字Sから積分記号{\displaystyle \int }を導入したりした。
彼らは微分積分学の主要な分野を開拓したものの、微分積分学の基本概念である無限や極限といった概念を明確化できなかったため、ときに厳しく批判されることもあった。また彼らの間で微分積分学の先取権争いがあったが、現代では独立に発見したとされている。

### ポスト微分積分学
テイラーは1715年に、マクローリンは1742年に優れた研究を発表した。しかしながら、イギリスにおいては、科学者たちはニュートンの記法に固執したため、微分積分学の研究は没落していった。ニュートンの記法では微分した変数と階数しかわからず、何を何で微分したか分からないため、とくに偏微分においてはライプニッツの記法が圧倒的に優位に立っていたのである。この後イギリスの没落は長らく続き、再び大陸に対し優位を取り戻すには20世紀初頭のG・H・ハーディの登場を待たねばならなかったとすらいわれる。
これに対してライプニッツの記法を抵抗なく用いることができた大陸では、ライプニッツと繋がりのあった有名な数学者の一族であるベルヌーイ家や、更に彼らと繋がりのあったロピタルらによって多変数の微分積分学や複雑な式の形の微分方程式、変分法といった解析学が急速に発展していった。
その後18世紀には、オイラーらによってこれらの問題は統一的に体系化され、解析学は大きな進歩を遂げた。とくに微分方程式を用いた様々な問題が生まれ、彼の著書「無限解析序説」では冒頭で関数とは解析的式 であると定義されているが、彼が解析学を関数の研究を主眼として見ていたとすれば大変興味深い内容であるといえる。

### 解析学の基礎付け
19世紀に入って解析学は、今まで直感任せであった無限小や極限、収束といったその基礎に疑いの目が向けられるようになり、それを厳密化することによって発展してゆくこととなる。
18世紀より、弦の振動を表す微分方程式から、「任意の関数は三角級数の和で表せるか？」という問題があったが、この問題で重要となったのはフーリエが熱伝導問題で用いたフーリエ級数
{\displaystyle y(x)={\frac {a_{0}}{2}}+\sum _{k=0}^{\infty }(a_{k}\cos {kx}+b_{k}\sin {kx})}
である。この級数は19世紀数学において主要な役割を果たし、この級数の収束について厳密に証明するために、それまでは必ずしもそこまでの厳密さが必要ではなかった級数・関数・実数などといった現代の解析学では常識と化している概念の厳密な基礎付けが行われていくこととなる。

#### 級数論
フーリエ級数の生みの親であるフーリエは現代的厳密さでフーリエ級数の収束を研究しておらず、このためラグランジュはフーリエの論文掲載に抵抗したといわれるが、当時は級数の収束判定は困難な問題であった。オイラーやガウスですら多少であれば級数論に取り組んでいるものの一般の級数の収束に関する研究はなく、はじめて一般の級数の収束問題を論じたのはボルツァーノやコーシーらであるが、彼らの級数収束に対する理解ですら現代から見れば不完全な部分が残り、完璧ではなかったといえる。それほどまでに重要な問題を解析学に投げかけたのである。
級数の収束の厳密化は解析学の基礎付けに必須であり、フーリエ級数の収束問題の十分条件を与えたディリクレの論文 は解析学の歴史において、その厳密化の一歩を踏み出した貴重なものであるといえるであろう。

#### 微積分・関数の厳密化
また関数概念の近代化もこのころ始まった。オイラーの著書 に見られるように、関数とはこれまでは解析的式、すなわち具体的な式で書き表せるものとの認識であったが、先にも上げたフーリエ級数に関するディリクレの論文 によって関数も値の対応としての認識に変革してゆくこととなる。厳密に対応として認識せざるをえなくなったのはこのフーリエ級数の研究によるものである。
フーリエ級数の研究が発端となり、今まで直感に任せて推進されてきた微積分などの計算が一般の関数に対しても本当にちゃんと成り立つのか疑問が向けられたため、その収束や極限に対する厳密な理論が必要となってきた。今までは無限小などという実体不明な量にたよりきっていたが、コーシーやボルツァーノらによって極限や連続、微分や積分の可能性についても厳密に論じられたのである。
例えばオイラーまでは不定積分は微分の逆算であるとの認識であったが、コーシーはまず定積分を定義したのち、不定積分を
{\displaystyle {\frac {d}{dx}}\int _{a}^{x}f(s)ds=f(x)}
のような定理として導いたという意味で革命的であった。しかしながらコーシーですら連続と一様連続、各点収束と一様収束といった概念の区別がつかず、こういった基本概念が基礎付けられその重要性が認識されるにはワイエルシュトラスの登場を待たねばならなかった。
リーマンも1854年、フーリエ級数の研究においてコーシーの積分可能の概念を拡張し、一部の不連続の関数をも積分可能とするリーマン積分を導入したが、これですら不完全であり、実変数関数の完全な積分理論はすでに20世紀に入ってからの、1902年のルベーグ積分の登場によるものである。
収束や積分の研究はもとより、微分に関してもその厳密化が図られることとなった。18世紀以前は関数の微分可能性は当然のこととされたが、コーシーらの連続に関する厳密な概念の導入によってその基礎が揺るがされた。全ての連続関数は本当に微分可能なのかが疑われることとなったのである。19世紀前半までは「全ての連続関数は有限個の点を除き微分可能である」という定理(アンペールの定理)が無条件に成立するであろうという「神話」が信仰されていたのであるが、これが全くの嘘であると認識されるには長い時間が必要であった。これがようやく幻想であると認識されるのはワイエルシュトラスによって、連続であるが微分できない関数という反例が1875年に公表されてからであった。

#### 集合論・測度論
数学の基礎付けにおいて忘れてはならないのは集合論であるが、本格的に導入されたのは19世紀もすでに後半、1874年カントールによるものである。とくにR・ベール、ボレル、ルベーグらの仕事には集合論は欠かせないものであった。ベールは不連続関数を分類し、ルベーグがそれを一般化してオイラーが与えた関数の定義である「解析的」の意味をはじめて明確化した。
更にルベーグはボレルの測度論を一般化しルベーグ測度を導入することによってルベーグ積分論を定式化した。これにより長さ、面積、体積などを完全に一般化することに成功し、これによって複雑な図形、例えば曲線や曲面の長さや面積などをそのような立場から論ずることが可能となった。
更にルベーグ積分論はコルモゴロフによって確率論の厳密化にも用いられ、確率論を現代解析学として扱うことを可能とした。このため純粋数学としての確率論は現代数学では解析学に分類されるわけである。
積分の理論は更に一般化され応用範囲も広まり、例えばウィーナーによりブラウン運動のような複雑な現象ですら数学的に取り扱うことすら可能となった。

#### 実数論
解析学はその根底を実数の性質においているが、デーデキントやカントールはその実数の性質を深く研究し、実数を特徴付ける条件を見いだした。カントールもフーリエ級数の研究より実数論を展開し、その中で実数論や無限集合といった概念が形成されてゆくこととなる。カントールやデデキントらによる実数の定義は切断によるもので、高木貞治の解析概論などでも用いられている手法であるが、先にも述べたコーシー、ワイエルシュトラス、ボルツァーノなどの数学者らによって類似の様々な実数論が展開された。
このように一見、様々な定義があるようにみえる実数であるが、これらは古典論理の範囲内において全て同値であることが証明されている。

#### 無限小と超準解析
このような厳密化の流れの中で消されていった無限小という概念であるが、これを現代論理学などを用いて蘇らせたものが超準解析である。

### 関数論の登場
また、19世紀に入って解析学は本格的に複素数を利用するようになった。複素数変数の関数や微積分などを扱う分野は(複素)関数論、複素解析などと呼ばれる。コーシーは従来求められていた定積分などが複素変数の関数として扱うことでより簡単に求められることを発見した。さらにその後、ワイエルシュトラスやリーマンによって一変数の複素関数の理論が整えられ、複素関数論は独立した一つの数学として扱われるようになった。また多変数の複素関数の理論は20世紀に入ってから、アンリ・カルタンや岡潔らによって詳細が研究された。
複素解析学は楕円函数や素数定理とも関連し、幅広い応用をもち現代では物理や工学においても必須の概念となっている。

### 関数解析学
微分法は極値を求める問題であるが、これを一般化し、与えられた汎関数が極値を持つような関数を求める問題が変分法であり、物理学において広く応用されている。汎関数の解析学を更に一般化して関数を関数空間の点としてみなすことによって、関数解析学は誕生した。その起源はフレシェの1906年の抽象空間論 などに見られるが大元は積分方程式であろう。ここでディリクレ問題が重要となり、そのためにはディリクレ原理の正当化が必要となった。最初に研究したフレドホルムは失敗したが、ヒルベルトはその正当化に成功し、更に積分方程式の研究を進めるが、ノイマンはこれを更に一般化することによってヒルベルト空間を利用し量子力学の数学的基礎付けを成し遂げた。

### 超関数
20世紀に入ると偏微分方程式やフーリエ解析学において関数や導関数といった概念の拡張に迫られ、ローラン・シュヴァルツは超関数 (distribution) および超関数の意味での導関数を導入することによってこれを成し遂げ、フィールズ賞を受賞した。これによりある意味任意の関数が微分可能になったといえる。その後佐藤幹夫によってより一般的な佐藤超函数 (hyperfunction) が導入された。関数とその超関数の意味での導関数に適当なノルムを導入するとソボレフ空間になるが、これも偏微分方程式において重要な概念となっている。

## 解析学の諸分野

### 基本概念
- 数学基礎論
- 数理論理学
- 数
  - 自然数
  - 実数
    - 実数の連続性
    - イプシロン-デルタ論法
- 集合論
  - 公理的集合論
- 関数
  - 写像
  - 媒介変数
  - 連続
  - 初等関数
    - 三角関数
    - 指数関数
    - 対数

  - 特殊関数
    - ガンマ関数
    - エアリー関数
    - ベッセル関数
    - 誤差関数
    - 楕円函数
    - 直交多項式
- 級数
  - 数列
  - コーシー列
  - 収束
    - 収束半径
    - 絶対収束
    - 一様収束
    - 条件収束
    - 無条件収束

  - 収束判定法
    - 比較判定法
    - ダランベールの収束判定法
    - コーシーの冪根判定法
- 微分積分学
  - 微分法
    - 微分
    - 偏微分

  - 積分法
    - 不定積分
    - 定積分
      - 部分積分
      - 置換積分

    - 広義積分

  - 微分積分学の基本定理
- 複素解析
  - 代数学の基本定理
  - コーシー・リーマンの方程式
  - 複素線積分
    - コーシーの積分公式
    - コーシーの積分定理

  - 留数
  - ローラン級数
  - 解析接続
  - リーマン球面
  - リーマン面
  - モノドロミー行列
  - 漸近展開
  - 等角写像

### 現代解析学
- 実解析
- 調和解析
- 超準解析
  - 無限小
- 大域解析学
- 関数解析学
- 代数解析学
- 可積分系

## 解析学の展開
- ベクトル解析
- 微分幾何学
- 解析的整数論
- 応用数学
- 数理科学
- 微分方程式と応用
  - 常微分方程式
  - 偏微分方程式
  - 確率微分方程式
  - 積分方程式
  - 関数方程式
  - 変分法
  - 数理モデル
    - 単振動
    - 指数関数的減衰
    - 解析力学
    - 流体力学
    - 非線形科学
    - 数理物理学
- 数値解析
  - 近似
  - 近似法
  - 数値流体力学
  - 数値代数幾何
  - 求根アルゴリズム
    - ニュートン法
    - デュラン＝カーナー法

  - 数値積分
    - ガウス求積
    - ガウス＝クロンロッド求積法
    - 二重指数関数型数値積分公式

  - 数値線形代数
    - クリロフ部分空間
    - 共役勾配法
    - GMRES法
    - QR法
    - べき乗法

  - 微分方程式の数値解法 / 常微分方程式の数値解法 / 偏微分方程式の数値解法
    - 有限要素法
    - 有限体積法
    - 差分法
    - 重み付き残差法
    - 境界要素法

  - 誤差評価の技術
    - 精度保証付き数値計算
    - 計算機援用証明
    - 区間演算